# Crin Antonescu
George Crin Laurenţiu Antonescu (ur. 21 września 1959 w Tulczy) – rumuński polityk. Minister ds. młodzieży i sportu w latach 1997–2000, przewodniczący Partii Narodowo-Liberalnej (PNL) w latach 2009–2014, przewodniczący Senatu od 2012 do 2014, pełniący obowiązki prezydenta Rumunii od lipca do sierpnia 2012. Kandydat w wyborach prezydenckich w 2009 i 2025.

## Życiorys
Crin Antonescu w 1985 ukończył studia na Wydziale Historii i Filozofii Uniwersytetu Bukareszteńskiego. W latach 1985–1988 był nauczycielem historii w szkołach średnich w Tulczy i Vaslui. W latach 1989–1992 pracował w Muzeum Historii i Archeologii w Tulczy. Od 1990 do 1992 ponownie uczył w szkole w Tulczy.
W lutym 1990 wstąpił do Partii Narodowo-Liberalnej. W latach 1995–2002 pełnił funkcję jej wiceprzewodniczącego. W 1992 wszedł po raz pierwszy z jej ramienia w skład Izby Deputowanych i zasiadał w niej do 2008 przez cztery kolejne kadencje. Od 1997 do 28 grudnia 2000 zajmował stanowisko ministra ds. młodzieży i sportu w trzech kolejnych gabinetach premierów Victora Ciorbei, Radu Vasile i Mugura Isărescu. W latach 1996–1997, 2002–2004 oraz 2005–2008 był przewodniczącym klubu parlamentarnego PNL w Izbie Deputowanych.
W wyborach parlamentarnych w listopadzie 2008 dostał się do Senatu. W grudniu tegoż roku Crin Antonescu został wybrany na wiceprzewodniczącego wyższej izby rumuńskiego parlamentu. Ze stanowiska zrezygnował w 2009 w związku z kampanią przed wyborami prezydenckimi. W marcu 2009 został wybrany na nowego przewodniczącego PNL. W głosowaniu pokonał dotychczasowego jej lidera i byłego premiera Călina Popescu-Tăriceanu. W maju 2009 został mianowany kandydatem PNL w wyborach prezydenckich zaplanowanych na listopad tego samego roku. W I turze głosowania z 22 listopada 2009 zajął trzecie miejsce, uzyskując 20,0% głosów poparcia. Przegrał z urzędującym prezydentem Traianem Băsescu (32,4%) oraz Mirceą Geoaną z PSD (31,2%), któremu udzielił poparcia przed drugą turą.
W lutym 2011 zawarł porozumienie polityczne z Victorem Pontą, przewodniczącym Partia Socjaldemokratyczna i tworząc wspólnie z nim koalicyjną Unię Socjalno-Liberalną (USL), której celem miało być odsunięcie od urzędującego premiera Emila Boca. W kwietniu 2012 głosami USL uchwalono wotum nieufności wobec rządu Mihaia Răzvana Ungureanu, a 7 maja 2012 na jej bazie powstał nowy rząd na czele z Victorem Pontą. 3 lipca 2012 głosami parlamentarzystów USL Crin Antonescu został wybrany na nowego przewodniczącego Senatu w miejsce Vasile'a Blagi.
Jako druga osoba w państwie 10 lipca 2012 przejął obowiązki prezydenta po dokonanym cztery dni wcześniej zawieszeniu przez parlament Traiana Băsescu. Na wniosek USL parlament wszczął przeciwko prezydentowi procedurę impeachmentu. Zgodnie z nią prezydent został odsunięty z urzędu do czasu zatwierdzenia tej decyzji w powszechnym referendum. Przyczyną impeachmentu były oskarżenia prezydenta o rzekome nadużycie uprawnień i ingerowanie w kompetencje rządu. Oskarżenia te były rezultatem konfliktu pomiędzy prezydentem a premierem Victorem Pontą. W referendum przeprowadzonym 29 lipca 2012 odwołanie prezydenta poparło 88,7% głosujących, jednakże wobec nieprzekroczenia wymaganego progu 50-procentowej frekwencji było ono nieważne, co 21 sierpnia 2012 oficjalnie potwierdził Sąd Konstytucyjny (frekwencja wyborcza wyniosła 46,2%). 27 sierpnia 2012 parlament zatwierdził tę decyzję, a następnego dnia Traian Băsescu powrócił na stanowisko głowy państwa. W okresie wykonywania obowiązków głowy państwa na czele partii tymczasowo zastępował go Daniel Chițoiu.
W wyborach z grudnia 2012 Crin Antonescu z powodzeniem ubiegał się o senacką reelekcję, ponownie także stanął na czele tej izby. Zrezygnował jednak 4 marca 2014. Przeforsował następnie w partii decyzję o przejściu do Europejskiej Partii Ludowej, co umożliwiło nawiązanie ścisłej współpracy z Partią Demokratyczno-Liberalną. 26 maja 2014 zrezygnował z kierowania partią, rekomendując na swojego następcę Klausa Iohannisa.
W 2025 kandydował w wyborach prezydenckich (rozpisanych na skutek unieważnienia poprzednich wyborów przed drugą turą). Poza PNL poparły go Partia Socjaldemokratyczna oraz Demokratyczny Związek Węgrów w Rumunii. W trakcie kampanii wyborczej formalnie wystąpił z PNL. W pierwszej turze głosowania z 4 maja 2025 otrzymał 20,1% głosów, zajmując trzecie miejsce.

## Życie prywatne
Crin Antonescu był żonaty z Aurelią Antonescu, z którą miał córkę Irinę (ur. 2001). W 2004 jego zmagająca się z chorobą nowotworową żona popełniła samobójstwo. W 2009 ogłosił zamiar powtórnego małżeństwa z partyjną koleżanką, Adiną Vălean, która rok wcześniej rozwiodła się z mężem. 25 września 2009 wstąpił z nią w związek małżeński.